# Východní Turkestán

Navrhovaná vlajka Východního Turkestánu (Ujgurská autonomní oblast Sin-ťiang)

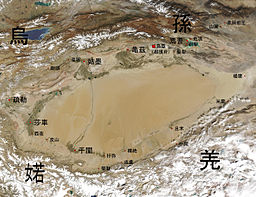
Města v oblasti Tarimské pánve v roce 1 př. n. l.

Východní Turkestán (také Čínský Turkestán, Ujguristán či Ujgursko, (ujgursky شەرقىي تۈركىستان, Шәрқий Түркистан, Shərqiy Turkistan), (čínsky tradičními znaky 東土耳其斯坦, zjednodušeně 东土耳其斯坦) je politický termín s více významy v závislosti na kontextu a použití a zároveň je územím, které tvořily v minulosti část Džungárie a nyní Ujgurská autonomní oblast Sin-ťiang, největší oblast Čínské lidové republiky.
Středověké perské toponymum „Turkestán“ a jeho deriváty nebyly používány místním obyvatelstvem a Čína měla svůj vlastní název pro tuto oblast již od dynastie Chan jako Si-jü (pchin-jin: Xiyu) tzv. „Západní oblasti”. V 18. století bylo toto území spolu s ostatními regiony kontrolovanými Čínou nazýváno Sin-ťiang . Historický název Ujgurů pro Tarimskou pánev je Altishahr, což znamená v ujgurštině „šest měst“ a souhrnně označuje šest nejasně definovaných měst jižně od pohoří Ťan-šan. Před dobytím Džúngarského Chanátu a dobytí Altishahr byl „Východní Turkestán“ nazýván Moghulistán („země Mongolů“) a byl ovládán potomky Čingischána. Ujgurové požadovali, aby je dynastie Čching osvobodila od nadvlády Džungarů. Říše Čching se spojila s muslimským vládcem a porazila Džúngarský Chanát.
Termín Východní Turkestán byl vytvořen ruskými Turkologisty např. Nikitou Bichurinem v 19. století s cílem nahradit pojem „Čínský Turkestán“, který odkazoval na Tarimskou pánev v jihozápadní části Sin-ťiang v provincii Říše Čching.
Na počátku 20. století používali ujgurští separatisté a jejich podporovatelé pojmenování „Východní Turkestán“ (nebo „Ujguristán“) jako označení pro celou oblast Sin-ťiangu a také pro budoucí nezávislý stát v dnešním Sin-ťiangu (Ujgurské autonomní oblasti s potenciálním hlavním městem Urumči). Dávají přednost označení „Východní Turkestán“, aby zdůraznili spojení s jinými západními turkickými skupinami. V národních písemnostech si „Východní Turkestán“ udržel starší geografický význam. V Číně má tento termín negativní ohlas, protože jej užívají militantní skupiny. Čínská vláda aktivně odrazuje od jeho používání.

## Historie termínu

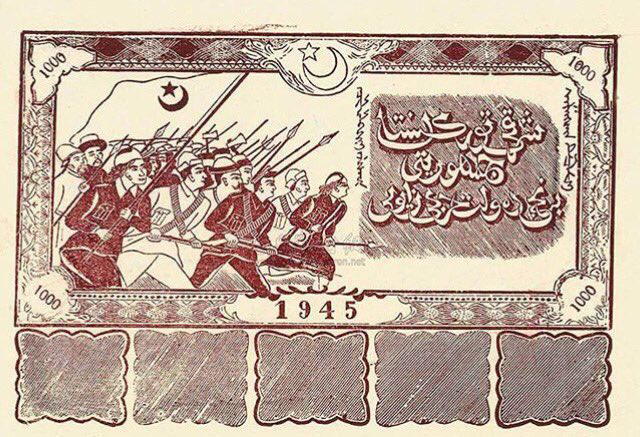
1000dolarová bankovka vydaná vládou východního Turkestánu

V Číně termín „Západní oblasti“ (čínsky: 西域 ; pchin-jin: Xiyu ; Wade-Giles: Hsi 1 -yü 4 ; ujgursky: Қуриғар; Qurighar) odkazoval na oblast Nefritové brány - průsmyku Jü-men, konkrétně Tarimská pánev v Sin-ťiangu přešla v roce 60 př. n. l. pod kontrolu dynastie Chan. Sin-ťiang nebyl pod čínskou politickou kontrolou, měl však úzké kontakty s Čínou, které jej odlišovaly od nezávislých turkických zemí Střední Asie. Po sjednocení turkických národů a vytvoření říše se až do 9. století stala součástí čínské dynastie Tchang. „Turkestán“, což znamená „oblast Turkutů“, byl definován arabskými geografy v 9. a 10. století jako oblasti severovýchodně od řeky Syr. Podle arabských historiků byli Turkuti turkutsky mluvící nomádi.
Během 16. století dokončil turko-mongolský stát známý jako Čagatajský chanát ve střední Asii islamizaci a turkifikaci západního Sin-ťiangu a okolních regionů. V roce 1755 Dynastie Čching porazila mongolský Džúngarský chanát a obsadila dvě teritoria v Sin-ťiangu. Severní teritorium bylo nazýváno Džungarie, jižní oblast byla nazývána Chuej-ťiang (doslovně: "muslimské území", nebo Altishahr. V roce 1764 císař Čchien-lung použil „Sin-ťiang“ jako oficiální pojmenování, a vydal rozkaz definující Sin-ťiang jako „provinční správní oblast“. V roce 1882 byl Sin-ťiang oficiálně zařazen mezi provincie a název „Sin- ťiang“ nahradil název Si-jü i v písemné formě.
Průzkumníci z britských a ruských říší zmapovali a vymezili Střední Asii v soutěži o koloniální expanzi. Po spoustě anexí ve střední Asii Rusko upevnilo v roce 1867 své podíly na západ od Pamíru jako „ruský Turkestán“. V této době západní historikové začali rozdělovat „Turkestán“ na ruskou a čínskou část.

## Současné užití pojmu

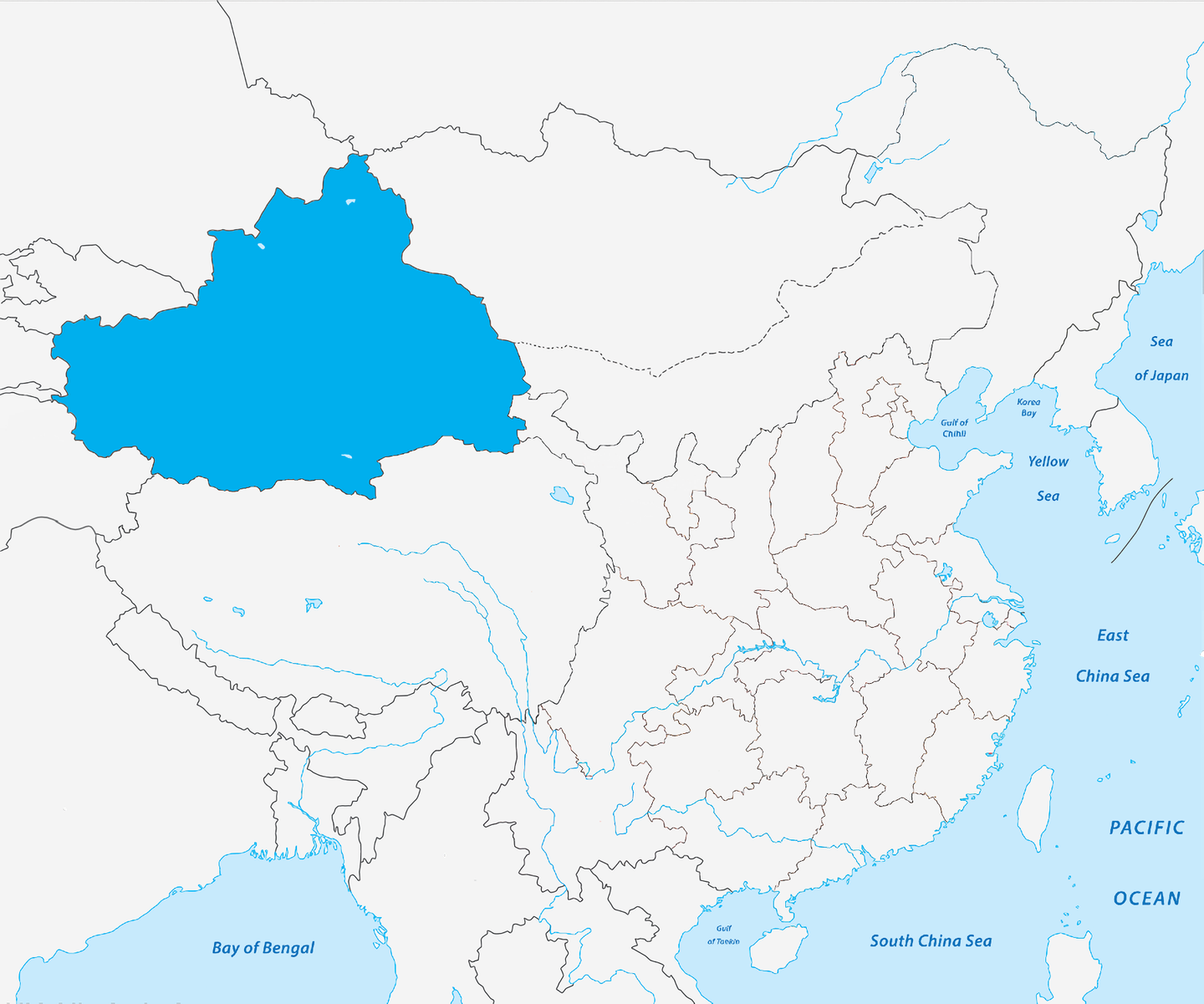
Oblast, kterou si exilová vláda východního Turkestánu nárokuje jako Východní Turkestán

Pojem „Východní Turkestán“ je neoddělitelně spjat s politikou. Vzhledem k tomu, že historie Sin-ťiangu je zvláště sporná mezi čínskou vládou a ujgurskými separatisty, kteří bojují za nezávislost, je oficiální a obecný název Sin-ťiang (Ujgurská autonomní oblast) odmítnut. „Východní Turkestán„, což je termín ruského původu, potvrzuje kontinuitu se „západním Turkestánem“ i s dnes nezávislými státy sovětské Střední Asie. Ne všechny z těchto států přijímají označení „Turkestán“. Persky mluvící Tádžikistán má blíže k Íránu a Afghánistánu.
Pro separatisty je „Východní Turkestán“ souběžný s Sin-ťiangem, jako nezávislý stát. Zastánci termínu „Východní Turkestán“ tvrdí, že název „Sin-ťiang“ je arogantní, protože má-li být brán doslova, pak „Sin-ťiang“ znamená „Nové území“. Oficiální překlad pro „Sin-ťiang“ znamená „stará území se vrátila do vlasti“. Někteří čínští učenci obhajovali změnu jména pro tento region nebo přechod na starší termín Si-jü (pchin-jin: Xiyu) tzv. „Západní oblasti“. Jiní učenci brání jméno s tím, že „Sin-ťiang“ bylo nové pozdní označení dynastie Čching, která mu dala současný název.
V moderním separatistickém užití pojmu „Ujguristán“ (Уйғуристан), což znamená „země Ujgurů“, je synonymem pro „Sin-ťiang“ nebo pro potenciální stát Sin-ťiang jako je Východní Turkestán.
Separatisté se neshodují, zda použít název „Východní Turkestán“ nebo „Ujguristán“.  „Východní Turkestán“ má tu výhodu, že je také názvem dvou historických politických subjektů, zatímco Ujguristán apeluje na moderní myšlenky etnického sebeurčení. Ujguristán také odlišuje jiné národy v oblasti Sin-ťiangu než jenom skupinu Chanů. Kazaši a Chuejové jsou do značné míry omezeni v pohybu více než Ujguři, kteří žijí blíže k východním provinciím Číny. Hnutí za „Východní Turkestán“ je pouze ujgurským fenoménem. Separatistický sentiment je nejsilnější mezi ujgurskou diasporou, která praktikuje tzv. „kyber-separatismus“, podporuje zneužívání názvu „Východní Turkestán“ na svých webových stránkách a v literatuře. Historicky „Ujguristán“ odkazoval na severovýchodní oázu regionu „Turfan “. Synonymum „Východního Turkestánu“ „Čínský Turkestán“ se nepoužívá, zamítli jej ujgurští separatisté pro „čínskou“ součást názvu. V Číně termíny „Východní Turkestán“, „Ujguristán“ a dokonce i „Turkestán“ samy o sobě implikují starý západní imperialismus, minulost republiky Východního Turkestánu a existenci moderních militantních skupin (např. Východní Turkestán Islámského hnutí ETIM).
Čínská vláda směšuje násilí rozdílných separatistických skupin, například ETIMu a Organizace pro osvobození Východního Turkestánu. Čínské diplomatické mise zavrhly cizincům užívání označení „Východní Turkestán“ a argumentují, že tento termín je pouze politický a zeměpisně nebo historicky jeho používání představuje „provokaci“ vůči svrchovanosti Číny. Historické definice „Východního Turkestánu“ jsou nejednoznačné, odráží, že mimo čínskou správu se oblast nyní nazývá „Sin-ťiang“ a není geograficky nebo demograficky jediným regionem.

## Demografie a národnostní situace

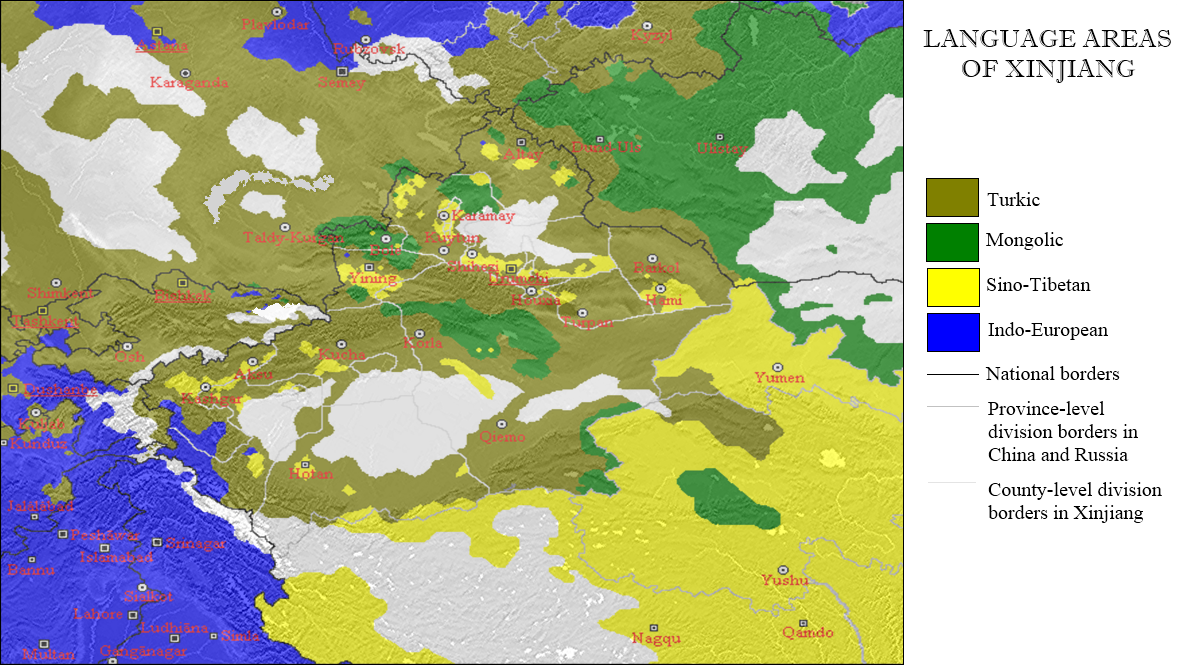
Jazyky Východního Turkestánu

V dávné minulosti zemi osídlili obyvatelé mluvící již vymřelými tocharskými jazyky, jež jsou považovány za archaičtější indoevropské jazyky, které se oddělily od hlavního indoevropského stromu velmi brzo.
V současnosti je Východní Turkestán obydlen převážně Ujgury (8 milionů), kteří usilují o nezávislost a stejně jako Tibeťané jsou terčem útlaku a asimilace čínské vlády. Dalšími národy jsou Kazaši (1,5 milionu) a dalších 16 etnik s významným zastoupením. Do oblasti se díky čínské vládní politice stěhují ve velkém Chanové (nyní okolo 7 milionů) a místní obyvatelé se obávají, že budou brzy následovat osud Vnitřního Mongolska, kde se kultura Mongolů utopila v záplavě přistěhovalců. Čína povoluje Ujgurům ve městech mít 2 děti, na vesnici 3, to jenom prohlubuje obavy Ujgurů o svůj národ v područí Číny. Porodnost je přísně kontrolována a jsou nařízeny odstupy mezi porody, pravidelné prohlídky u gynekologa a další předpisy, jejichž nedodržení je trestáno peněžními pokutami. Pokuta za 4. dítě může např. okolo Chotänu, kdysi slavné, nyní jedné z nejchudších oblastí Sin-ťiangu, činit 10 000 juanů (50 000 Kč). Pokutu lze s úřady směnit za potrat či pobyt ve vězení. Tyto neutuchající snahy o sinoizaci jsou po tvrdých represích v padesátých letech již druhým vyvrcholením dávných snah o nadvládu, která vyplývala z vojenských a ekonomických zájmů ve strategicky důležité oblasti bohaté na nerostné suroviny. K tomu dochází navzdory tomu, že je Čína signatářem Mezinárodní úmluvy o občanských a politických právech.
Ujgurové se pokoušeli založit vlastní nezávislý stát již v minulosti, výsledkem jejich snahy byly První (1932 – 1934) a Druhá Východoturkestánská republika (1944 – 1949).